# 산퀴리코도르차
산퀴리코도르차(이탈리아어: San Quirico d'Orcia)는 이탈리아 토스카나주 시에나도에 있는 코무네다. 피렌체에서 남동쪽 80km, 시에나에서 남동쪽 35km 거리에 있다. 도시의 명칭은 성 퀴리쿠스에서 이름 붙여졌다.